# Linsleyonides
Linsleyonides is een kevergeslacht uit de familie van de boktorren (Cerambycidae). De wetenschappelijke naam van het geslacht werd voor het eerst geldig gepubliceerd in 1985 door Skiles.

## Soorten
Linsleyonides omvat de volgende soorten:
- Linsleyonides albomaculatus (Champlain & Knull, 1922)
- Linsleyonides chemsaki Skiles, 1985
- Linsleyonides portoricensis (Fisher, 1932)